# 王立国防学院

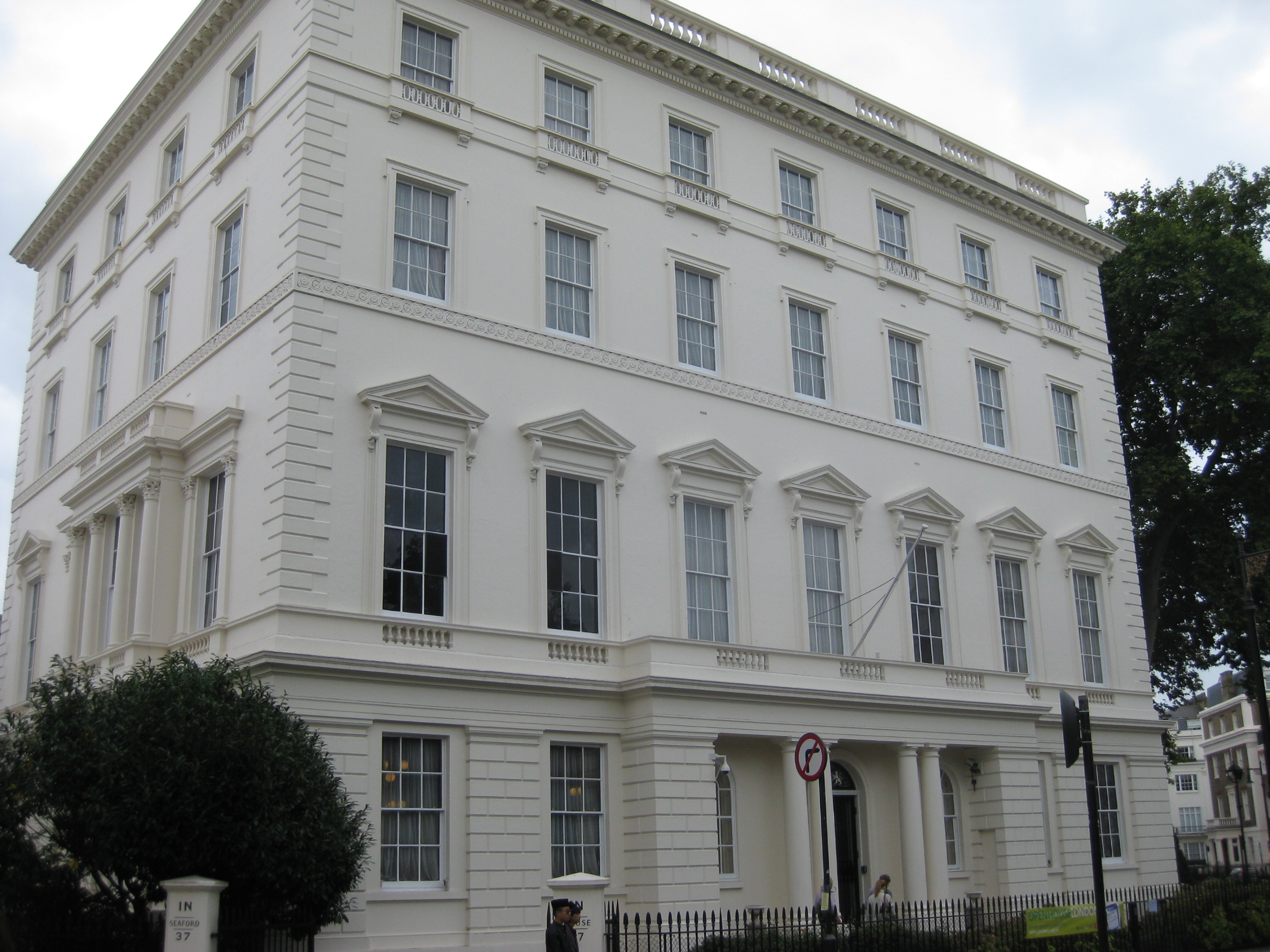
RCDSが入るシーフォード・ハウス（Seaford House）

王立国防学院（おうりつこくぼうがくいん、英: Royal College of Defence Studies、英略: RCDS）、王立防衛学院（―ぼうえいがくいん）、または王立国防大学（―だいがく）は、イギリスの教育・研究機関。最高級の将校や外交官、公務員の育成を担い、イギリスと関係の深い諸外国からの参加者も数多く在籍する。

## 歴史
1922年、植民相を務めていたウィンストン・チャーチルの下、内閣委員会が設立を勧告する。
1927年、帝国国防学院（Imperial Defence College）として設立。1970年、現在の名に変更される。
2007年、エリザベス女王とフィリップ王配が訪問。